# Diecezja Cuneo-Fossano
Diecezja Cuneo-Fossano – diecezja Kościoła rzymskokatolickiego we Włoszech, a ściślej w Piemoncie. Została erygowana 1 czerwca 2023 roku. Należy do metropolii Turynu. Całość terytorium diecezji znajdowało się na obszarze świeckiej prowincji Cuneo.
Wcześniej, od 1 lutego 1999 do 1 czerwca 2023 jej części składowe – Cuneo oraz Fossano pozostawały w unii in persona episcopi. Obie administratury posiadały wspólnego biskupa diecezjalnego, jednak zachowały odrębne kurie i katedry. Po przejściu na emeryturę, wspólny ordynariusz pozostawał biskupem seniorem tylko w diecezji Cuneo. Po połączeniu diecezji ustanowiono jej katedrę w Cuneo, podczas gdy dawna katedra w Fossano ma status konkatedry. Jej pierwszym biskupem został dotychczasowy biskup obu diecezji z osobna – bp Piero Delbosco.